# Residência de Olívio Gomes
A Residência de Olivo Gomes faz parte de uma propriedade localizada na cidade São José dos Campos, no estado de São Paulo. Foi a primeira construção projetada pelo arquiteto Rino Levi em parceria com o Roberto Cerqueira César e Burle Marx, responsável pelo projeto paisagístico.

## Histórico
Foi construída entre o ano de 1949 a 1951 para ser residência do empresário Olivo Gomes, proprietário da Tecelagem Parahyba, que na década de 1930, possuía 1.200 funcionários e produzia 170 mil cobertores e 180 mil metros de brim mensais.
A residência de Olivo Gomes foi cedida para o governo municipal na década de 80 em razão das dívidas acumuladas pela Tecelagem Parahyba. Atualmente, toda a propriedade faz parte do Parque da Cidade, também chamado de Parque Burle Marx, administrado pela Secretaria Municipal do Meio Ambiente.

### Tombamento
Foi tombada pelo Condephaat/Secretaria de Cultura do Estado pela Resolução SC-97, de 23 de outubro de 2013.

## Arquitetura

### Jardim
O projeto e execução paisagística foi realizada por Roberto Burle Marx, também responsável pelos painéis de azulejo coloridos no térreo do edifício. Todo o conjunto está localizado em uma área de proteção ambiental de 800.000 m² que incluem as áreas da floresta, um lago e as instalações da antiga Tecelagem Paraíba.
A principal característica da residência é a noção de perspectiva entre o jardim frontal, a edificação e a mata ao fundo, responsável por expandir o espaço total. Os espelho d’água, canteiros, muros de arrimo e viveiros de pássaro colaboram ainda mais com a organicidade entre os ambientes.

### Edificação
O edifício está situado em leve pendente e se desenvolve praticamente num só pavimento térreo na sua fachada de acesso e em balanço na sua fachada principal. O pavimento inferior é um alpendre de pilares cilíndricos de concreto. Na área interna, possui oito dormitórios com um banheiro a cada par, escritório, salão de jogos, piscina, garagem coberta para seis carros e área de serviço com dois dormitórios para empregados.

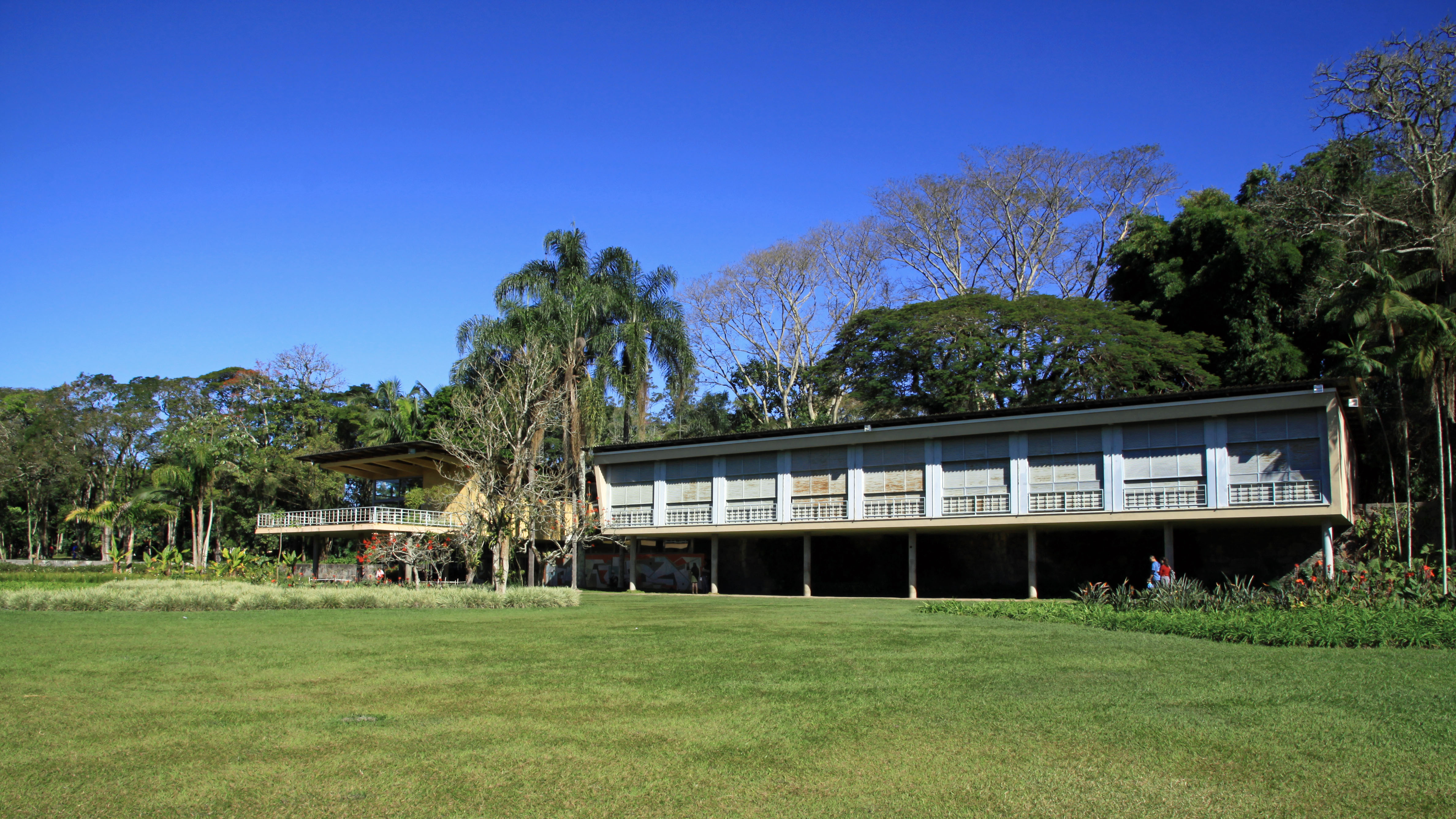
Fachada frontal da Residência de Olívio Gomes.

A casa se organiza em três setores bem demarcados tanto em planta como em vistas. O acesso principal, na fachada sudoeste, separa o bloco de dormitórios, à esquerda, do bloco social, à direita, e dá de frente a um generoso pano de vidro, de modo que a primeira impressão que se tem ao chegar à casa é a de uma presença constante da natureza. O terceiro setor é formado pelas áreas de serviços e garagens.